# Liste d'œuvres de Luca Signorelli

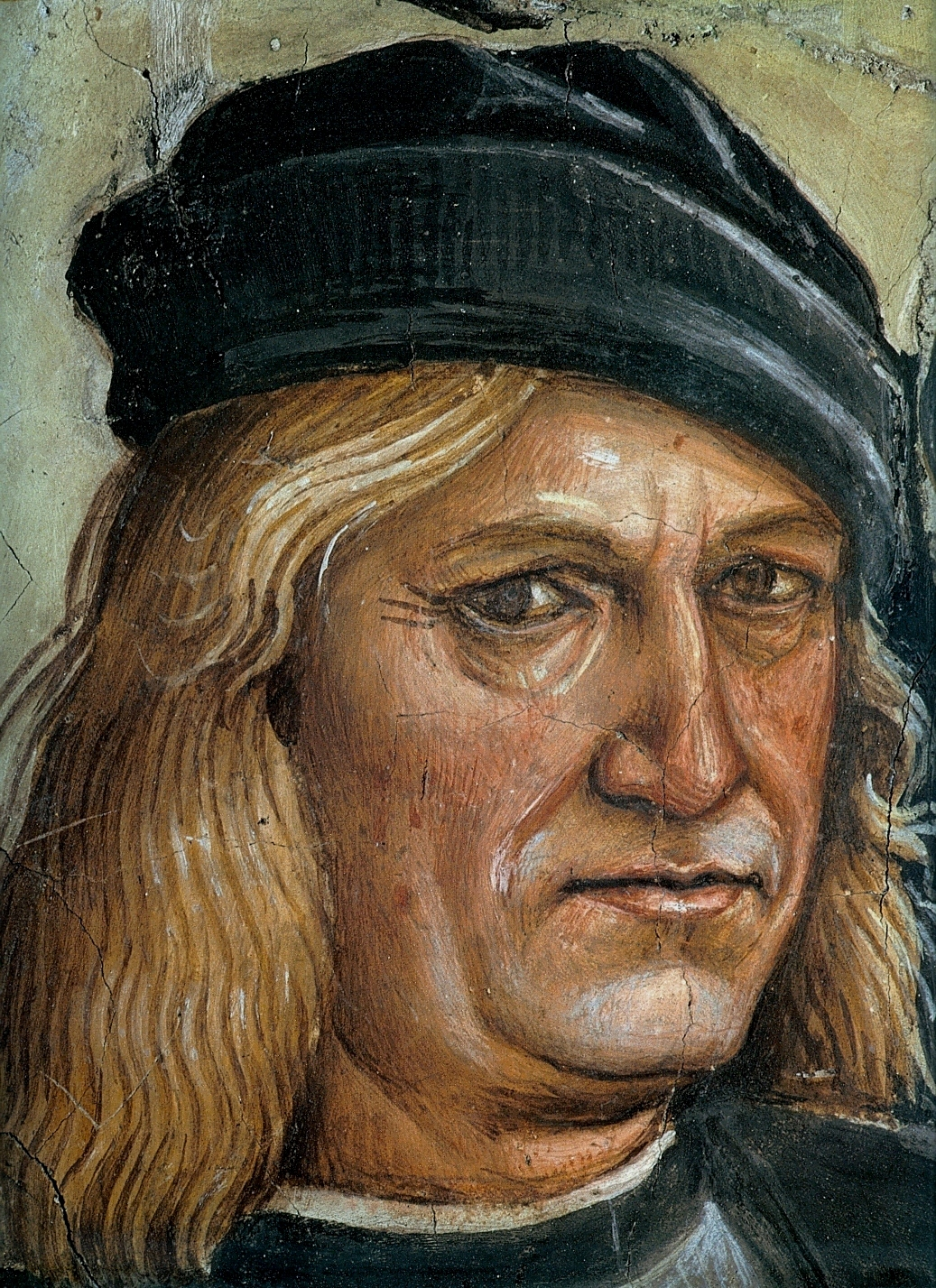
Autoportrait

Cette page est une liste d'œuvres de Luca Signorelli (vers 1450 - 1524).
Luca Signorelli est un peintre italien majeur de la Renaissance de l'école de peinture Toscane, renommé, entre autres,  pour le cycle de fresques sur le thème de l'Apocalypse de la chapelle San Brizio (Cappella Nuova) du Duomo d'Orvieto. 

Cette liste est non exhaustive. 

## Œuvres existantes majeures
| Image | Titre | Date             | Technique                                         | Localisation                                                           | Ville             | Pays Région       |
| ----- | --- | ---------------- | ------------------------------------------------- | ---------------------------------------------------------------------- | ----------------- | ----------------- |
|       | Retable de Sant'Onofrio                                                                                              | 1484             | Tempera et huile sur bois, environ 122 × 189 cm   | Musée de l'Œuvre du Dôme San Lorenzo (Pérouse)                         | Pérouse           | Italie, Ombrie    |
|       | L'Adoration des mages                                                                                                | 1495 env.        | Huile sur bois transférée sur toile, 331 × 245 cm | Musée du Louvre                                                        | Paris             | France            |
|       | L'Adoration des bergers                                                                                              | 1496 env.        | Huile sur bois, 215 × 170,2 cm                    | National Gallery                                                       | Londres           | Royaume-Uni       |
|       | Allégorie de la Fécondité et de l'Abondance                                                                          | 1500 env.        | Tempera sur bois, 124 × 124 cm                    | Galerie des Offices                                                    | Florence          | Italie, Toscane   |
|       | L'Annonciation | 1491             | Tempera sur bois, 282 × 205 cm                    | Pinacothèque communale                                                 | Volterra          | Italie, Toscane   |
|       | L'Assomption de la Vierge avec les saints Michel et Benoît                                                           | 1493-1496        | Tempera sur bois, 170 × 131 cm                    | Metropolitan Museum of Art                                             | New York          | États-Unis        |
|       | Cycle du Jugement dernier                                                                                            | 1499 - 1502      | Fresque, ? × ?cm                                  | Chapelle San Brizio du Duomo                                           | Orvieto           | Italie, Ombrie    |
|       | La Circoncision du Christ                                                                                            | 1490 - 1491 env. | Huile sur bois transférée sur toile, 259 × 180 cm | National Gallery                                                       | Londres.          | Royaume-Uni       |
|       | La Complainte sur le Christ mort                                                                                     | 1502             | Tempera sur bois, 270 × 240 cm                    | Musée diocésain                                                        | Cortone           | Italie, Toscane   |
|       | Vierge à l’Enfant | 1505-1507        | Tempera sur bois, 51 × 48 cm                      | Metropolitan Museum of Art                                             | New York          | États-Unis        |
|       | La Communion des apôtres                                                                                             | 1512             | Huile sur bois, 232 × 220 cm                      | Musée diocésain                                                        | Cortone           | Italie, Toscane   |
|       | La Crucifixion (en collaboration avec Le Pérugin)                                                                    | 1483-1495 env.   | Huile sur bois, 203 × 180 cm                      | Galerie des Offices                                                    | Florence          | Italie, Toscane   |
|       | La Crucifixion et Marie-Madeleine                                                                                    | 1502-1505 env.   | Tempera sur toile, 247 × 165 cm                   | Galerie des Offices,                                                   | Florence          | Italie, Toscane   |
|       | L'Éducation de Pan (détruite au cours de la Seconde Guerre mondiale)                                                 | 1490 env.        | Tempera sur toile, 194 × 257 cm                   | Musée de Bode (dernier lieu de conservation)                           | Berlin            | Allemagne         |
|       | Gonfalon du Saint-Esprit                                                                                             | 1494             | Tempera sur toile, 156 × 104 cm                   | Galleria Nazionale delle Marche                                        | Urbin             | Italie, Marches   |
|       | Vierge à l'Enfant | 1492 - 1493 env. | Tempera sur bois, tondo, ? × ?cm                  | Alte Pinakothek                                                        | Munich            | Allemagne         |
|       | Vierge à l'Enfant et saints                                                                                          | 1519 - 1523 env. | Tempera sur bois, 357 × 248 cm                    | Museo statale d'arte medievale e moderna                               | Arezzo            | Italie, Toscane   |
|       | Vierge à l'Enfant entre les saints Jérôme et Bernard                                                                 | 1492 - 1493 env. | Tempera sur bois, tondo, 112 × 112 cm             | Palais Corsini al Parione                                              | Florence          | Italie, Toscane   |
|       | La Vierge à l'Enfant aux figures masculines                                                                          | 1490 env.        | Tempera sur bois, 170 × 117,5 cm                  | Galerie des Offices                                                    | Florence          | Italie, Toscane   |
|       | La Trinité, la Vierge à l'Enfant et deux saints                                                                      | 1510             | Tempera sur bois, 272 × 180 cm                    | Galerie des Offices                                                    | Florence          | Italie, Toscane   |
|       | Le Martyre de saint Sébastien                                                                                        | 1498             | Tempera sur bois, 288 × 175 cm                    | Pinacothèque communale                                                 | Città di Castello | Italie, Ombrie    |
|       | La Naissance de saint Jean Baptiste et l'imposition de son nom                                                       | 1485 - 1490 env. | Huile sur bois, 31 × 70 cm                        | Musée du Louvre                                                        | Paris             | France            |
|       | Polyptyque d'Arcevia                                                                                                 | 1507             | tempera sur bois, 393 × 315 cm                    | Collegiata di San Medardo                                              | Arcevia           | Italie, Marches   |
|       | Portrait de Niccolò Vitelli                                                                                          | 1492 - 1498 env. | huile sur bois, 42 × 33 cm                        | Barber Institute of Fine Arts                                          | Birmingham        | Royaume-Uni       |
|       | Portrait d'Homme | 1492             | huile sur bois, 50 × 32 cm                        | Gemäldegalerie                                                         | Berlin            | Allemagne         |
|       | Portrait de Vitellozzo Vitelli                                                                                       | 1492             | huile sur bois, 42 × 33 cm                        | Villa I Tatti                                                          | Florence          | Italie, Toscane   |
|       | La Sainte Famille avec une sainte                                                                                    | 1490 - 1495 env. | tempera sur bois, tondo, 99 × 99 cm               | Galerie Palatine                                                       | Florence          | Italie, Toscane   |
|       | Sainte Famille | vers 1487-1488   | tempera sur bois, tondo, 124 × 124 cm             | Galerie des Offices                                                    | Florence          | Italie, Toscane   |
|       | Sacristie san Giovanni (à l'emplacement-même d'une fresque de Piero della Francesca inachevée en raison de la peste) | 1477 - 1480 env. | fresque, ? × ?cm                                  | Sainte Maison de Lorette                                               | Loreto            | Italie, Marches   |
|       | Sainte Catherine d'Alexandrie                                                                                        | 1512 env.        | tempera sur bois, 31 × 43 cm                      | Musée Horne                                                            | Florence          | Italie, Toscane   |
|       | Étendard de la Crucifixion                                                                                           | 1502 - 1505 env. | tempera sur toile, 212 × 157 cm                   | Museo Civico                                                           | Sansepolcro       | Italie, Toscane   |
|       | Étendard de la Flagellation                                                                                          | 1475 env.        | tempera sur bois, 84 × 60 cm                      | Pinacothèque de Brera                                                  | Milan             | Italie, Lombardie |
|       | La Vie de saint Benoît                                                                                               | 1497 - 1498 env. | fresque, ? × ?cm                                  | Cloître de l'Abbaye territoriale Santa Maria de Monte Oliveto Maggiore | Asciano           | Italie, Toscane   |
|       | Le Testament et la Mort de Moïse (En collaboration avec Bartolomeo della Gatta)                                      | 1482 env.        | fresque, 350 × 572 cm                             | Chapelle Sixtine                                                       | Saint-Siège       | Italie, Vatican   |
|       | Tondo Baduel | 1492 - 1500 env  | tempera sur bois, 155 × 155 cm                    | Musée Bandini                                                          | Fiesole           | Italie, Toscane   |
|       | Vierge à l'Enfant et saints                                                                                          | 1491             | tempera sur bois, 302 × 233 cm                    | Pinacothèque communale                                                 | Volterra          | Italie, Toscane   |
|       | Flagellation | 1507 - 1510      | fresque (détail),                                 | Oratoire San Crescentino                                               | Morra             | Italie, Ombrie    |

## Sources
- Liste des articles des peintures de Luca Signorelli sur la wiki italienne